# Zličín (stacja metra)
Zličín – początkowa stacja linii B metra praskiego (odcinek V.B), wysunięta najdalej na zachód w całej sieci. Położona jest między peryferyjnymi dzielnicami Pragi: Zličínem i Třebonicami, w rejonie ulicy Řevnickiej.